# Ophiosyzygus disacanthus
Ophiosyzygus disacanthus är en ormstjärneart som beskrevs av Hubert Lyman Clark 1911. Ophiosyzygus disacanthus ingår i släktet Ophiosyzygus och familjen skinnormstjärnor. Inga underarter finns listade i Catalogue of Life.